# Botschaft der Republik Österreich (Bonn)
Die Botschaft der Republik Österreich in der Bundesrepublik Deutschland hatte von 1955 bis 1999 ihren Sitz in Bonn, mit einer Außenstelle bis 2006. Das Kanzleigebäude der Botschaft, errichtet von 1975 bis 1977, befand sich im Ortsteil Gronau im zum Johanniterviertel gehörenden Teil des Parlaments- und Regierungsviertels an der Johanniterstraße (Hausnummer 2). 2007 wurde es abgebrochen.

## Geschichte

### Österreichische Verbindungsstelle
Nach Gründung der Bundesrepublik Deutschland 1949 unterhielt die Republik Österreich zu ihr aufgrund des im Zweiten Kontrollabkommen (1946) festgelegten Vorbehalts einer Zustimmung der Alliierten Kommission – und damit auch der Sowjetunion – keine offiziellen diplomatischen und konsularischen Beziehungen.:292 Stattdessen hatte Österreich in den jeweiligen Besatzungszonen Deutschlands Verbindungsstellen mit konsularischer Funktion eingerichtet, für die britische Zone zuletzt in Düsseldorf.:295 Im Februar 1950 verfügte der Bundesminister für auswärtige Angelegenheiten (BMaA), die Verbindungsstelle an den Regierungssitz Bonn zu verlegen.:296 Sie sollte gemäß einer Mitteilung an den neu ernannten Leiter der Verbindungsstelle und Generalkonsul 2. Klasse Josef Schöner am 16. März 1950 den Charakter einer politischen Vertretung erhalten und für den internen Verkehr den Verbindungsstellen in München, Frankfurt am Main und (zukünftig) Stuttgart übergeordnet sein. Die Existenz dieser diplomatischen Vertrungsbehörde war aufgrund der nicht zu erwartenden Zustimmung der Sowjetunion zu ihrer Einrichtung nach außen hin geheim zu halten.:297 Schöner unternahm nach seiner Amtsübernahme im April 1950 Anstrengungen, Amtsräumlichkeiten in Bonn oder der näheren Umgebung zu beschaffen. Dies stellte sich zunächst aufgrund der als Folge der neuen Funktion der Stadt als Regierungssitz entstandenen Raumknappheit als unmöglich dar.:297 ff. Am 5. Juni 1950 zog Schöner von Düsseldorf nach Bonn in das Hotel Königshof um, von wo aus er auch seinen Dienstgeschäften nachging. Am 14. Juli 1950 wurde Schöner bei der Alliierten Hohen Kommission als Austrian Senior Consular Officer akkreditiert. Aufgrund der Notwendigkeit der Geheimhaltung hatte die Verbindungsstelle offiziell nur konsularische Aufgaben.:300

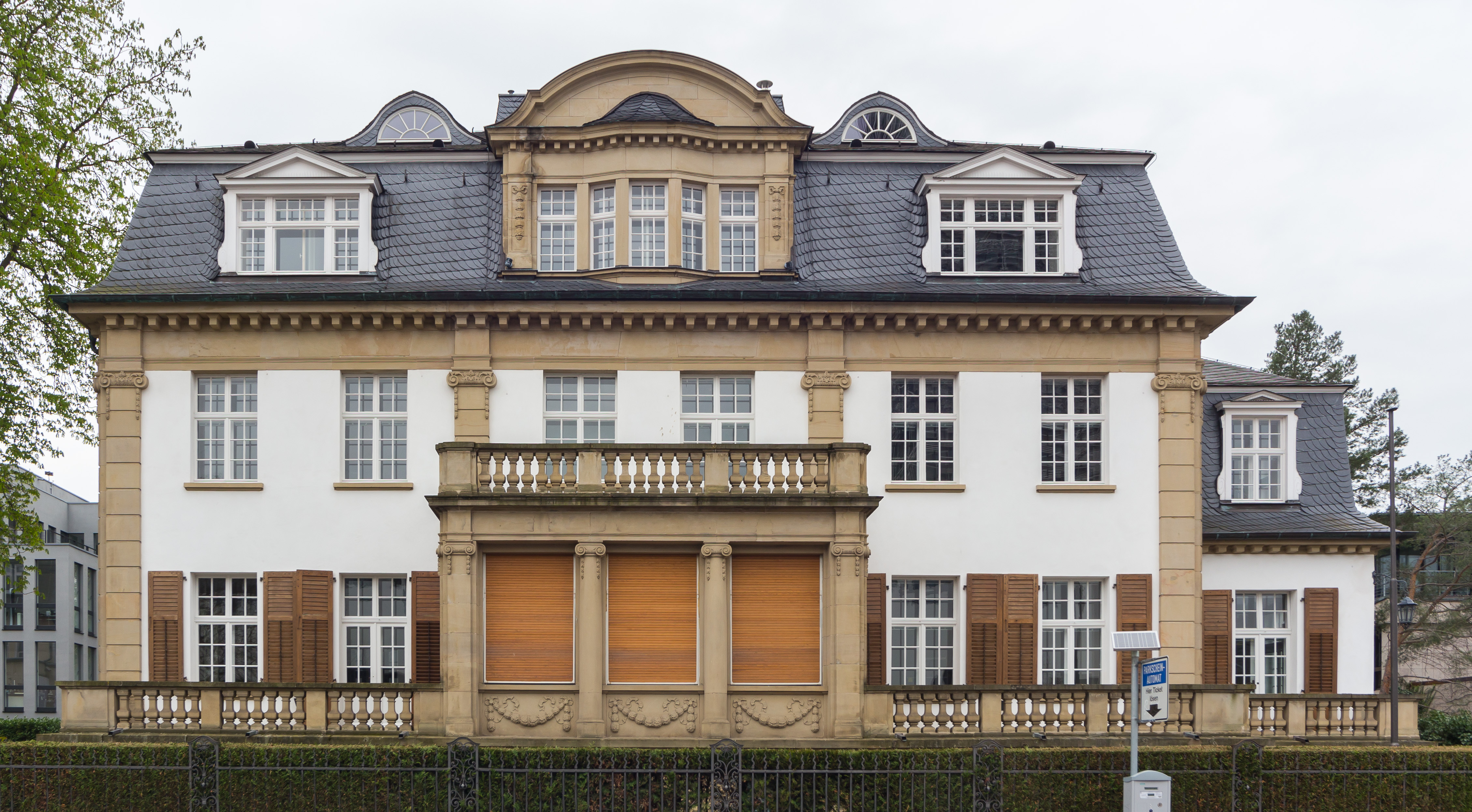
Villa Kurt-Schumacher-Straße 10, 1951–1954 Sitz der österreichischen Verbindungsstelle (2013)

Anfang Februar 1951 zog die Verbindungsstelle in die Villa Kurt-Schumacher-Straße 10 um, in der sowohl die Kanzlei als auch die Residenz des Amtsleiters eingerichtet wurden. Sie erhielt somit erstmals eigene – wenn auch beengte – Amtsräumlichkeiten, die für die Aufnahme eines regulären Dienstbetriebs geeignet waren. Auch an diesem Standort wurde der Geheimhaltung der Mission durch den Verzicht auf die Anbringung von Hoheitszeichen wie der Landesflagge oder eines Amtsschilds Rechnung getragen.:301 Ab dem 1. Januar 1952 führte Schöner den Titel Generalkonsul 1. Klasse, am 2. Februar 1952 wurde er zum außerordentlichen Gesandten und bevollmächtigten Minister ernannt und erhielt in der Folge auch einen eigenen Dienstwagen.:302 Nachfolger Schöners als Leiter der Verbindungsstelle wurde im Juli 1953 Heinrich Schmid, der seinen bisherigen Titel Botschafter beibehalten durfte. Anfang 1954 wurde die Kanzlei der Verbindungsstelle in das zu diesem Zweck ab Jahresbeginn angemietete Haus Poppelsdorfer Allee 55 in der Südstadt verlegt, wo sie ausweislich des Amtsschilds als Österreichische Vertretung firmierte. Der ab März 1954 amtierende Amtsleiter Adrian Rotter unternahm Anstrengungen, sowohl die Unterbringung der Residenz als auch der Kanzlei der Verbindungsstelle zu lösen. Als Residenz wurde im Frühjahr 1954 die Villa Friedrich-Wilhelm-Straße 14 in Aussicht genommen, aufgrund eines Beschlusses des Ministerrats im Juli 1954 angekauft und nach Abschluss eines Umbaus bis Dezember 1954 bezogen. Auf einem Teil des Grundstücks der Villa war zunächst auch der Bau eines Kanzleigebäudes geplant, für den sich Rotter drei Entwürfe einholen ließ.:308

### Österreichische Botschaft

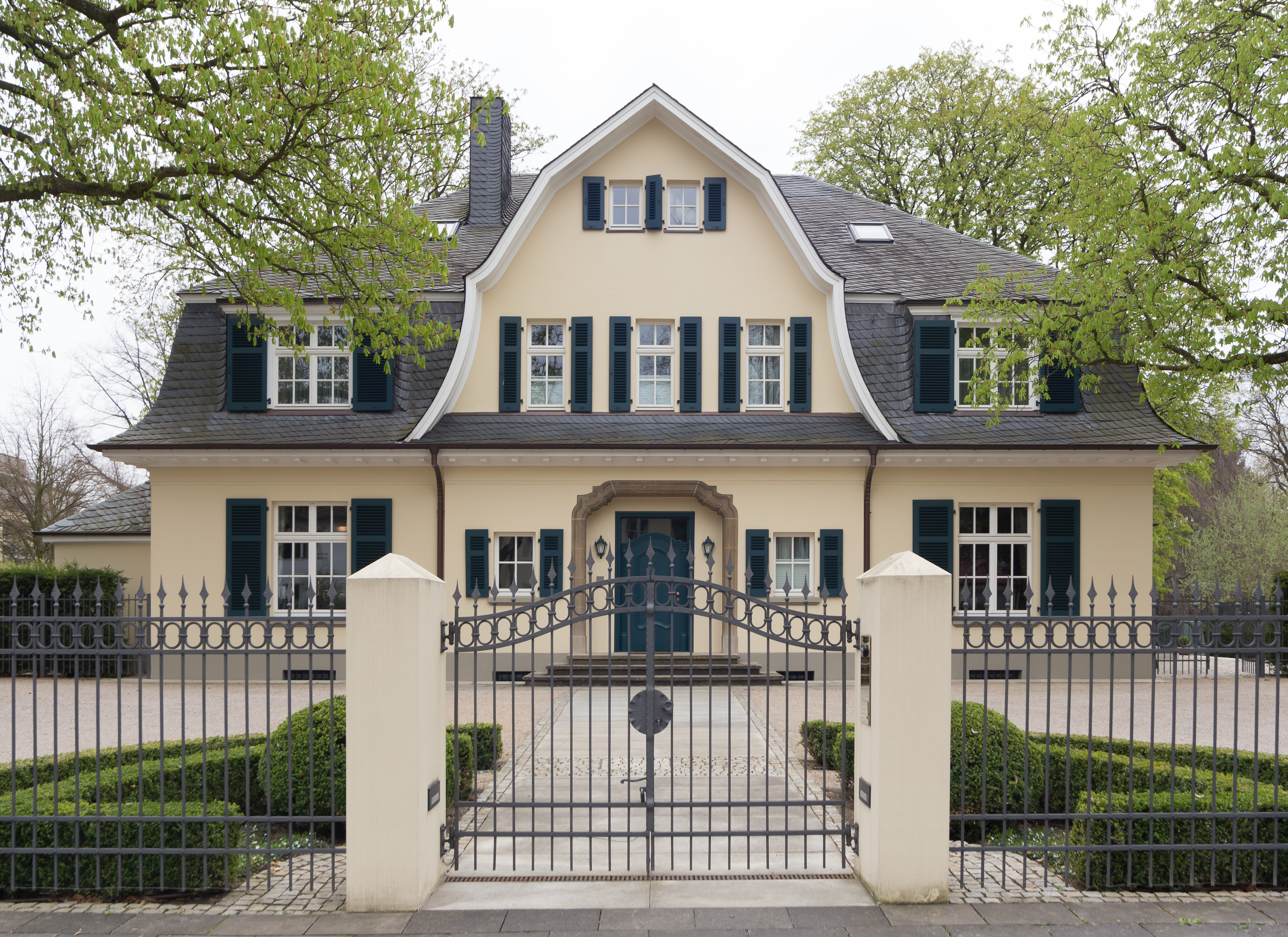
Villa Friedrich-Wilhelm-Straße 14, ehemalige Residenz des österreichischen Botschafters (2013)

Am 29. November 1955 beschloss der österreichische Ministerrat infolge einer Mitte des Monats anlässlich des Staatsbesuchs des deutschen Außenministers Heinrich von Brentano getroffenen Vereinbarung zur gegenseitigen Errichtung von Botschaften, die Verbindungsstelle in eine Botschaft umzuwandeln. Diese Entscheidung wurde am 20. Dezember 1955 feierlich umgesetzt und das Haus Poppelsdorfer Allee 55 somit zum ersten Standort der Österreichischen Botschaft in der Bundesrepublik Deutschland.:314 Am 6. Juli 1956 folgte die Akkreditierung des ersten österreichischen Botschafters Adrian Rotter durch Überreichung des Beglaubigungsschreibens an den Bundespräsidenten.:314
Als sich die österreichische Regierung auf eine längere Präsenz am Regierungssitz Bonn einzustellen begann, griff sie Mitte der 1970er-Jahre die Planungen für einen Neubau der Botschaftskanzlei auf dem zur Johanniterstraße gelegenen Teil des Grundstücks der als Residenz des Botschafters dienenden Villa Friedrich-Wilhelm-Straße 14 wieder auf. Mit dem Entwurf wurde der in Wesseling ansässige Architekt Georg Rotter (1921–1999):312 beauftragt, der bereits Umbauarbeiten an der Residenz geleitet hatte; die Planung wurde vom Bundesministerium für Bauten und Technik durchgeführt. Nach dem Bauantrag vom 21. Oktober 1975 wurde Mitte Dezember mit dem Bau begonnen. An einigen Stellen fanden Baumaterialien aus Österreich Verwendung. Am 1. Juli 1976 fand das Richtfest statt, am 23. März 1977 wurde das neue Kanzleigebäude feierlich dem Botschafter übergeben:319 und am 1. Mai 1977 wurde es bezogen.:90 Der Neubau nahm Kosten in Höhe von insgesamt 2.606.440 DM in Anspruch.

### Außenstelle Bonn
Im Zuge der Verlegung des Parlaments- und Regierungssitzes zog die österreichische Botschaft Mitte August 1999 nach Berlin um; der Botschafter residierte dort ab dem 13. August:89, am 16. August:321 wurde offiziell der Dienstbetrieb in der Hauptstadt aufgenommen (→ Österreichische Botschaft in Berlin). In Bonn wurde eine Außenstelle der Botschaft belassen, deren erste Leiterin Senta Wessely-Steiner ab dem 25. November 1999:326 amtierte. Aufgrund eines Beschlusses zur Umstrukturierung der österreichischen Vertretungsbehörden in der Bundesrepublik Deutschland (Juli 1998):320 wurde zum 31. Juli 2000 das Generalkonsulat des Landes in Düsseldorf geschlossen und seine bisherigen Aufgaben der Außenstelle Bonn übertragen:262. Da das ehemalige Kanzleigebäude in Bonn für den konsularischen Dienstbetrieb ungeeignet war, wurde es bei Kosten von 360.000 Euro umgebaut:321 f.. Der Amts- und Konsularbezirk der Außenstelle umfasste die Länder Nordrhein-Westfalen, Hessen, Rheinland-Pfalz und das Saarland:90; die Außenhandelsstelle Frankfurt am Main bildete die „Handelsabteilung der Außenstelle Bonn“:322. Die Außenstelle nahm außer konsularischen und kulturellen auch diplomatische Aufgaben wahr, die in der Aufrechterhaltung des Kontakts zu den in Bonn als Bundesstadt verbliebenen Bundesministerien und obersten Bundesorganen sowie den neu angesiedelten Einrichtungen der Vereinten Nationen begründet waren. Sie hatte in der Hierarchie der österreichischen Vertretungsbehörden die Repräsentationsstufe 2 (von 5) und wurde demzufolge von einem als „ständiger Geschäftsträger“ eingestuften hohen Beamten geleitet, für den die vormalige Residenz des Botschafters als Dienstwohnung beibehalten wurde.:321
Anfang 2002 plante das österreichische Außenministerium erstmals, die Außenstelle Bonn aus Kostengründen – als weitere Gründe angeführt wurden die Schließung der Außenstellen anderer Staaten in Bonn:91 und die Umwandlung der deutschen Generalkonsulate in Österreich in Honorarkonsulate – zu schließen und stattdessen erneut ein Generalkonsulat in Düsseldorf zu eröffnen. Die Liegenschaft der Republik Österreich in Bonn wurde im November 2002 zum Verkauf ausgeschrieben:322, der zunächst aufgrund der Preisvorstellungen des Landes nicht gelang:323. Ab Februar 2005 amtierte Rudolf Agstner als Leiter der Außenstelle:326. Im Februar 2006 beschloss das österreichische Außenministerium erneut, die – zuletzt mit sieben Planstellen besetzte – Außenstelle Bonn zu schließen, nunmehr unter Verzicht auf Wiedererrichtung eines Generalkonsulats in Düsseldorf. Durch Kaufvertrag am 23. Juni 2006 veräußerte die Republik Österreich die Liegenschaft in Bonn an einen Projektentwickler (Kanzleigebäude) sowie eine Privatperson (Residenzgebäude). Am 31. Juli wurde der Parteienverkehr in der Außenstelle eingestellt, am 31. August wurde sie geschlossen.:323 Während das bisherige Residenzgebäude erhalten blieb, wurde das ehemalige Kanzleigebäude im Frühjahr 2007 abgebrochen und auf dem Grundstück bis 2008 drei Mehrfamilienhäuser errichtet, die jeweils einen auf die Geschichte des Grundstücks Bezug nehmenden Namen tragen („Villa Salzburg“, „Villa Wien“, „Villa Graz“).:325

## Gebäude
Das Kanzleigebäude der Botschaft war zweigeschossig und flachgedeckt. Es beinhaltete eine Nutzfläche von 1.048,98 m² bei einem umbauten Raum von 4.411,67 m². Die Wohnfläche betrug 112 m² und die Bürofläche auf 18 Räumen im Erd- und Obergeschoss 487 m²; daneben entfielen auf die Nebennutzflächen 64 m², auf die Verkehrsfläche 245 m², auf Lagerflächen 145 m² und auf weitere Funktionsflächen 62 m². Das Untergeschoss nahm unter anderem die Portierswohnung auf. Der zum Kanzleigebäude gehörige Parkplatz umfasste 17 Stellplätze.:320 f.
Im Vorgarten des Gebäudes an der Ecke Johanniter-/Zitelmannstraße befand sich von 1979 bis August 2006 eine Skulptur (Zeit), die der österreichische Künstler Oskar Höfinger 1969/70 geschaffen hatte.:321 Sie war eine Dauerleihgabe des Bundesministeriums für Unterricht, Kunst und Sport. Die Skulptur mit den Maßen 2,2 × 3,1 × 3,1 m war eine Eisenkonstruktion – die erste Höfingers – und in neokubistischen Formen gehalten.